# نوئه

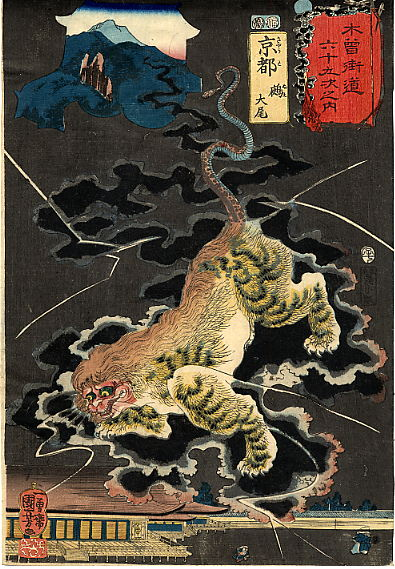
اوتاگاوا کونی‌یوشی ۱۸۵۲، این نقاشی نوئه را به شکل یک ابر سیاه بر بالای کاخ سلطنتی به تصویر می‌کشد

نوئه (به ژاپنی: 鵺, 鵼) یک مونونوکه یا یوکای افسانه‌ای در اسطوره‌شناسی ژاپنی است که گاهی با نام شیمر ژاپنی نیز خوانده می‌شود. نوئه ترکیبی از چندین حیوان است، او دارای سری همانند میمون، بدنی به شکل راکون ژاپنی، دست و پاهایی به مانند ببر و دمی به شکل مار است. بر طبق افسانه‌ها نوئه می‌توانست خود را به شکل ابری سیاه درآورد و پرواز کند و به همین جهت مردم او را موجب بیماری و بدشانسی می‌پنداشتند.
پرآوازه‌ترین داستان دربارهٔ نوئه در داستان هیکه از ولایت ستسو، ادبیات کلاسیک قرون وسطی ژاپنی نقل شده است. در تابستان سال ۱۱۵۳، امپراتور کونوئه هر شب کابوس‌های وحشتناکی می‌دید تا اینکه بیمار شد. علت بیماری او ابر سیاه رنگی بود که هر روز ساعت دو بامداد بر بالای سقف کاخ پدیدار می‌شد. در یکی از شب‌ها، یک سامورایی به نام یوریماسو موناموتو بر روی سقف کاخ کشیک می‌داد و در لحظه‌ای که ابر پدیدار شد، تیری به سمت او پرتاب کرد. جنازهٔ نوئه بر روی زمین افتاد و سامورایی آن را در آب‌های دریای ژاپن غوطه‌ور ساخت.

## کشتن نوئه
هیکه مونوگاتاری و ستسو میشو زوئه از استان ستسو، داستان زیر را از کشتن نوئه روایت می‌کنند:
در سال‌های پایانی دوره هی‌آن، جایی که امپراتور ژاپن (امپراتور کونوئه) زندگی می‌کرد، در کاخ امپراتوری کیوتو، ابری از دود سیاه همراه با صدای گریه‌ای طنین‌آور و ترسناک ظاهر شد که امپراتور نیجو را کاملاً ترساند. پس از آن، امپراتور به بیماری مبتلا شد و هیچ دارو و دعایی بر روی او اثر نداشت. یکی از نزدیکانش میناموتو نو یوشی‌ایه را به یاد آورد که از یک تیر برای بستن پروندهٔ مرموز پرنده‌ای که می‌گریست استفاده کرد، و به استاد تیرها، میناموتو نو یوریماسا، دستور داد تا هیولا را از بین ببرد.
در یکی از شب‌ها، یوریماسا همراه با خدمتکارش اینو هایاتا، و تیری که از نوک پیکانی که از جدش میناموتو نو یوری‌میتسو به ارث برده بود و از پرهای دم پرنده کوهستانی ساخته شده بود، برای کشتن هیولا بیرون رفت. دود سیاه عجیبی شروع به پوشاندن کاخ امپراتوری کیوتو کرد. یوریماسا تیر خود را به درون آن پرتاب کرد، صدای فریادی شنیده شد، و نوئه در اطراف قسمت‌های شمالی قلعه نیجو به پایین افتاد. بلافاصله اینو هایاتا آن را گرفت و کارش را تمام کرد.
در آسمان بالای دربار امپراتوری، فریاد دو یا سه فاخته معمولی به گوش می‌رسید و به این ترتیب گفته شد که دیگر صلح برقرار است. پس از این، امپراتور بلافاصله سلامتی خود را به‌دست آورد، و شمشیر شیشیو به عنوان پاداش به یوریماسا اهدا شد.